# شتلوف (دهانه)
شتلوف یک دهانه برخوردی در ماه‌ است.